# Lonchoptera vinsoni
Lonchoptera vinsoni är en tvåvingeart som beskrevs av Vaillant 1992. Lonchoptera vinsoni ingår i släktet Lonchoptera och familjen spjutvingeflugor.
Artens utbredningsområde är Frankrike. Inga underarter finns listade i Catalogue of Life.